# Shuafat
Shuafat  est un quartier de Jérusalem-Est à population majoritairement palestinienne.